# イ・ヘイン (歌手)
イ・ヘイン（ハングル表記：이해인、1994年7月4日 - ）は、韓国出身の女性歌手。

## 略歴
2016年に放送されたオーディション番組『PRODUCE 101』に出演し、その後女性アイドルグループ I.B.I のメンバーとしてデビューした。
2016年10月から11月まで韓国の有料テレビチャンネル Dramax で16回にわたり放送された連続テレビドラマ『1%の奇跡』にハ・ソクジン演じる主人公イ・ジェインの妹スジョン役で出演した。
I.B.I解散後、別の女性グループ「DAYDAY」のメンバーとして再デビュー予定であったが、2017年3月にパニック障害のため、当時の所属事務所「HYWYエンターテインメント」を退社した。その後「DAYDAY」はデビュー前に解散となった。
2017年4月から5月まで韓国の有料テレビチャンネル OCN で13回にわたり放送された連続テレビドラマ『じれったいロマンス』にソンフン演じる主人公チャ・ジヌクが本部長を務める会社の社員食堂でもっとも若い20歳代前半の調理師として働くチャン・ウンビ役で出演した。
2017年7月からオーディション番組「アイドル学校」に出演したが、最終順位11位で脱落となった。後にこのオーディションにおいて、彼女を脱落させるための不正な順位操作が発覚したことを受け、2019年10月「真実は警察調査で明らかになると思う」とコメントを発表した。なお本件については2021年6月、順位の不正操作が裁判で認定され製作陣の有罪が確定した。
2019年12月に初めてのファン・ミーティングを開催した。
2020年11月、シングル「Santa Lullaby」をリリース。
2022年、ウェブドラマ「Tutorial」で役者デビュー。TVドラマ「メンタルコーチ チェガル・ギル」で挿入歌を担当。
同年、友人のアーティスト「ADORA」のアルバムにディレクターとして参加したことがきっかけで、彼女の所属事務所「AURAエンターテインメント」にクリエイティブディレクターとして入所。その後、AURAエンターテインメントはS2エンターテインメントへ吸収合併された。
2023年、S2エンターテインメントの新人グループ「KISS OF LIFE」のクリエイティブ・プロデューサーを担当し、グループ成功の立役者となった。
2024年、韓国のオーディション番組「PROJECT 7」にクリエイティブディレクターの1人として出演。番組の選抜者で結成されたグループ「CLYUA」（CLOSE YOUR EYES）の統括プロデューサーに就任した。

## 音楽活動

### I.B.I
- "こっそりこっそり" （2016年）

### ソロ
- "I Want You Bad" （2016年、ペク・スンホンとデュエット、「1%の奇跡」OST）
- 「私に頼って」（2022年、tvN月火ドラマ「メンタルコーチ チェガル・ギル」OST）[22]。

## その他の活動

### テレビ番組
- 「PRODUCE 101」（Mnet、2016年）
- 「音楽の神 2」（Mnet、2016年）[5][6]
- 「Hello I.B.I」（JTBC、2016年）[5]
- 「アイドル学校」（Mnet、2017年）[6]

### テレビドラマ
- 「1%の奇跡」（Dramax、2016年） - スジョン 役
- 「じれったいロマンス」（OCN、2017年） - チャン・ウンビ 役